# VR-Bank Isar-Vils
Die VR-Bank Isar-Vils eG ist eine Genossenschaftsbank mit Sitz in Vilsbiburg (Bayern).
Das Geschäftsgebiet erstreckt sich über die Stadt Vilsbiburg, die Gemeinden Geisenhausen, Bodenkirchen, Aham, Baierbach und Gerzen bis hin zur Stadt Landshut sowie der Gemeinde Kumhausen. Die Bank betreibt sieben Geschäftsstellen und bietet Finanzdienstleistungen für Privat- und Firmenkunden an.
Die VR-Bank Isar-Vils eG ist ein Teil der Finanzgruppe Volksbanken Raiffeisenbanken. Sie versteht sich als persönlich und ortsverbunden und vertreibt z. B. Bausparverträge der Bausparkasse Schwäbisch Hall, Investmentfonds der Fondsgesellschaft Union Investment und vermittelt Versicherungen der Versicherungskammer Bayern, Allianz, R+V und SDK. Die Vermittlung von Immobilien obliegt dem Immo Zentrum der VR-Bank Isar-Vils eG. Die Funktion der Zentralbank nimmt die DZ Bank wahr.

## Geschichte der VR-Bank Isar-Vils eG
Rückwirkend zum 1. Januar 2017 beschloss die Generalversammlung am 20. Juni 2017 (Raiffeisenbank Geisenhausen eG) und 21. Juni 2017 (VR-Bank Vilsbiburg eG) die Fusion zur VR-Bank Isar-Vils eG. Somit verschmolzen beide Banken zur neuen VR-Bank Isar-Vils eG.

### Raiffeisenbank Geisenhausen eG
Im Jahr 1894 ergriff der damalige Gemeinde-Pfarrer, Mathias Steinberger, die Initiative zur Gründung eines Darlehenskassenvereins in Geisenhausen, getreu seinem Grundsatz: „Hilf Dir selbst, dann hilft Dir Gott“. Hierzu trafen sich am 30. Januar 1894 im Rahmen der Jahrtages-Versammlung des hiesigen, löblichen Bauernvereins im Gasthaus „Jungbräu“ Steinberger sowie 23 ökonomieführende Bürger und Bauern aus der Pfarrei zur Gründung eines „RaiffeisenVereines“.
Im Jahr 1910 wurde unter der Führung der Raiffeisenbank die Brauereigenossenschaft Geisenhausen gegründet. In den Jahren 1936, 1955 und 1960 wurden die Spar- u. Darlehenskassen Holzhausen, Obergangkofen, Hohenegglkofen und Reichlkofen mit der Raiffeisenbank Geisenhausen verschmolzen. In Reichlkofen wurde eine Filiale mit Warengeschäft weiterbetrieben. Am 11. Juni 1961 wurde ein neues Warengeschäft in Geisenhausen gegründet. 1965 wurde die Geschäftsstelle in Landshut, Flurstraße 7d eröffnet.
Ab 1970 wurde in der Hauptgeschäftsstelle in Geisenhausen ausschließlich Geldgeschäfte getätigt. Am 1. Januar 1974 folgte die Neueröffnung einer Geschäftsstelle in Kumhausen. 1979 erfolgte der Verkauf des Warengeschäfts in Reichlkofen an die Firma Baywa, gleichzeitig wurde eine neue Geschäftsstelle in Reichlkofen gegründet. Eröffnung einer weiteren Geschäftsstelle im Jahr 1980 in Landshut, Savignystraße 18. Ebenso wurde 1980 das neue Bankgebäude in Geisenhausen eingeweiht, das an die Stelle der inzwischen geschlossenen Brauereigenossenschaft erbaut wurde. 1998 wurde das alte „Oberhofer“-Gebäude erworben, was die Erweiterung der Raiffeisenbank Geisenhausen eG um ein zusätzliches Verwaltungs-Gebäude im Jahr 2000 zur Folge hatte. Zum 30. Juni 2018 wurde die Geschäftsstelle Reichlkofen geschlossen und mit den Geschäftsstellen Geisenhausen und Kirchberg zusammengeschlossen.

### VR-Bank Vilsbiburg eG
Die „Genossenschaftskasse Vilsbiburg e.G.m.b.H“ ist am 2. Dezember 1913 unter der Bezeichnung „Genossenschaftskasse Vilsbiburg e.G.m.b.H“ gegründet worden. Die Gründungsversammlung fand unter besonderer Initiative des Vilsbiburger Gewerbevereins im Café Vogt statt. Somit stellt der Dienstag, 2. Dezember 1913, den Geburtstag der VR-Bank Vilsbiburg eG dar.
Ab 1933 vollzog sich die positive Entwicklung der Genossenschaftsbank nahezu ungestört. Die Ausweitung der Geschäftstätigkeit brachte es mit sich, dass die bisherigen Bankräume nicht mehr ausreichend waren. Die Geschäftsleitung bemühte sich um ein neues und größeres Bankgebäude. Die sich bietende günstige Gelegenheit, das Kaufhaus Brandl am Hindenburgplatz 8 (jetzt Stadtplatz 8), zu erwerben, wurde wahrgenommen. Am 26. Juli 1938 wurde der Kaufvertrag notariell abgeschlossen. In der Generalversammlung vom 18. Juni 1939 wurde die Umfirmierung in „Volksbank Vilsbiburg eGmbH“ beschlossen. Ein bedeutungsvoller Tag in der Geschichte der Volksbank Vilsbiburg war die Einweihung des neuen Bankgebäudes am Sonntag, 1. Dezember 1940. In Anwesenheit zahlreicher Ehrengäste aus Politik und Wirtschaft wurde das „Volksbank-Gebäude“ seiner Bestimmung übergeben.
Am 22. Oktober 1990 folgte die Neueröffnung einer Geschäftsstelle in Schachten. Einweihung der neuen Geschäftsstellen am 18. Dezember 1999 in Bodenkirchen sowie im Jahr 2000 in Kirchberg.
Seit dem 7. April 2003 sind in der umgebauten Hauptstelle nun Volksbank und Raiffeisenbank vereint. Im Juni des Jahres 2002 entschieden sich die Mitgliedervertreter für eine gemeinsame Zukunft von Volksbank und Raiffeisenbank Vilsbiburg zur VR-Bank Vilsbiburg eG. Die Hauptstellen in Vilsbiburg sollten dabei ebenfalls in einem Gebäude am Stadtplatz vereint werden. Zum 31. Dezember 2016 wurden die Geschäftsstellen Johannesbrunn und Binabiburg geschlossen.

## Geschäftsstellen
Die VR-Bank Isar-Vils eG betreibt insgesamt sieben Geschäftsstellen in:
- Vilsbiburg, Stadtplatz 8
- Geisenhausen, Hauptstraße 26
- Bodenkirchen, Hauptstraße 31
- Gerzen, Vilsbiburger Straße 1
- Kumhausen, Rosenheimer Straße 25
- Baierbach, Raiffeisenstraße 5
- Landshut, Flurstraße 7d

Außerdem werden zwei SB-Geschäftsstellen in Vilsbiburg unterhalten.

## Gesellschaftliches Engagement
Die VR-Bank Isar-Vils eG fördert Schulen und Kindergärten sowie kulturelle, sportliche und soziale Organisationen im Geschäftsgebiet. Im Jahr 2024 belief sich das Spendenvolumen auf insgesamt 65.100 Euro.